# Georges Boussenot
Tony „Georges“ Boussenot (geb. 25. Juli 1876, 4e Arrondissement, Paris; gest. 9. Mai 1974 in Nizza, Alpes-Maritimes) war ein Politiker und Journalist aus Frankreich.

## Leben
Nach einem Abschluss in Literatur besuchte er die École du service de santé des armées de Bordeaux (Gesundheitsschule der Marine in Bordeaux), wo er 1900 ein Diplom erhielt. Er arbeitete drei Jahre lang als Kolonial-Arzt in Französisch-Sudan (heute Mali), bevor er 1906 die Armee verließ. Dann arbeitete er als Journalist und verfasste vor allem Beiträge für Le Siècle.
Im August 1914 wurde er als Mediziner für den Krieg mobilisiert. Er beteiligte sich an der Schlacht in der Champagne und erhielt für seine Leistungen das Croix de Guerre und die Légion d’honneur. Im April 1914 wurde er für La Réunion in die Chambre des députés gewählt für die Liste der Parti Radical. Er wurde 1919 erneut gewählt und blieb bis 1924 im Parlament.
1922 wurde er zum Direktor der Presse coloniale ernannt, diesen Posten behielt er bis 1940. Zudem wurde er Abgeordneter für Madagaskar im Conseil supérieur des Colonies bis 1945. 1939 wurde er erneut mobilisiert und 1940 seiner Ämter enthoben.
1945 wurde er wieder zum Abgeordneten für Madagaskar in die Assemblée Constituante (Verfassunggebende Versammlung, bis 1946). Er registrierte sich in der radikal-sozialistischen Gruppe. Er stimmte für die Verstaatlichung von Elektrizität und Gas und dann gegen den Verfassungsentwurf. Im Oktober 1947 wurde er in den Rat der Union française gewählt, diesmal als Repräsentant des Territoire des Comores (Territoire d’Outre-Mer), wo er bis 1953 saß.
Er wurde 1932 zum Commandeur der Légion d’Honneur ernannt.